# Stanovi (Republika Serbska)
Stanovi (cyr. Станови) – wieś w Bośni i Hercegowinie, w Republice Serbskiej, w mieście Doboj. W 2013 roku liczyła 760 mieszkańców.